# Парижские ворота (Море-сюр-Луан)
Пари́жские воро́та (фр. Porte de Paris), другое название — Воро́та Самуа́ (Porte de Samois) — каменные городские ворота, расположенные в историческом центре коммуны Море-сюр-Луан (регион Иль-де-Франс, Франция). Находятся в начале центральной улицы (Grande-rue), замыкаемой аналогичными Бургундскими воротами, выходящими на мост через реку Луан. Являются собственностью местной коммуны. 
Форма бойниц, отсутствие подъёмного моста и другие особенности позволяют отнести их сооружение к концу XII века. Как и Бургундские ворота, ворота Самуа в архитектурном плане ворота имеют некоторое сходство с Воротами Креста в Невере. Квадратная в плане башня с внешней стороны фланкирована с обеих сторон контрфорсами, увенчанными круглыми башенками. В одной из них находится лестница, ведущая наверх, в другой — сторожевая вышка. В старину центральный проезд защищался деревянной дверью и опускной решёткой, о чём говорят сохранившиеся пазы для их крепления. Дополнительный боковой проход для пешеходов был пробит в стене в 1857 году. 
В 1556 году в нише с внутренней (городской) стороны ворот была установлена статуя Богоматери. С внешней стороны находился рельеф с ангелами, придерживающими коронованный герб, повреждённый в период Французской революции. Тогда же была сбита королевская лилия, вытесанная на отбойнике под цифрой «36», обозначающей количество лье до Парижа (примерно 75 км).  
В 1840 году Парижские и Бургундские ворота были включены в первый реестр исторических памятников Франции, став, таким образом, одними из тех зданий, что впервые в истории были защищёны официально. 